# ビバ・ウエスト

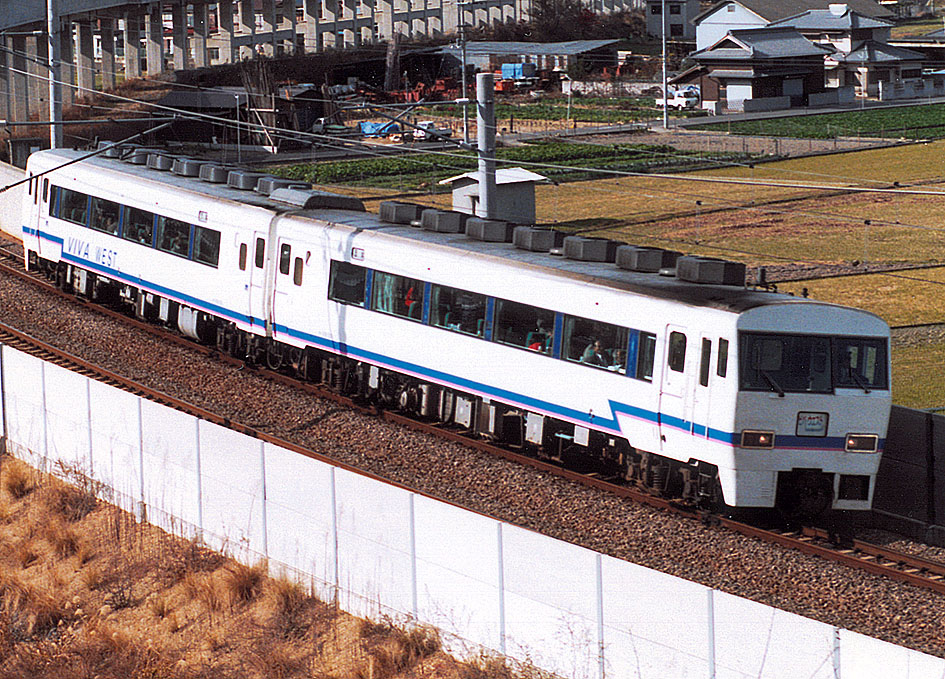
ビバ・ウエスト キハ29 501+キハ59 501（1990年）

ビバ・ウエスト(VIVA WEST)は、西日本旅客鉄道（JR西日本）が1989年（平成元年）から1999年（平成11年）まで保有していた鉄道車両（気動車）で、ジョイフルトレインと呼ばれる車両の一種である。

## 概要
「リゾートサルーン・フェスタ」に次ぐJR西日本広島支社向けのジョイフルトレインとして、1989年にキハ58系気動車を改造して製作された。改造工事は幡生車両所（現・下関総合車両所本所）により実施されている。

## 編成
以下の2両編成で構成される。車両番号の横の（ ）内は旧車両番号。2両とも定員は52名で、普通車扱いである。
- キハ59 501（キハ58 176）
- キハ29 501（キハ28 2132）

## 構造

### 車体
前面は大幅に改造して「く」の字形に曲がった非貫通形形状とし、助士席側に大形窓を設けて前面展望を良くしている。前面中央窓下にヘッドサインを設置し、前照灯と尾灯は角型の新しいものに取替え、前面両裾に設置している。前面下部はスカートで覆っている。
側面の窓は従来の窓2枚分の開口部をつなぎあわせ、1枚の横長の固定窓として展望を向上させている。車体側面にこの横長窓を5枚配する。出入口扉は改造前と同様、前後に2か所設けられている。
車体塗装はアイボリーホワイト地に車体裾にスカイブルーとピンク色のツートンカラーの帯を入れている。また側面窓の間を青色に塗装して窓を連続的に見せている。

### 車内
客室の座席は特急形電車で使用されていた簡易リクライニングシートを改造したもので、背もたれの角度を自由に調節できるフリーストップ式とし、座面と背もたれはバケット式に改め、座席側面の肘掛け部分には回転式のテーブルを取り付けている。客室の前後端にはモニターテレビを設置している。運転室で撮影した前面の映像をこのモニターテレビに向けて流すことが可能となっている。蛍光灯は従来の取り付け位置のままグローブ付きに変更し、窓には横引きカーテンが取り付けられている。
後位寄り（連結面側車端部）には定員外のフリーゾーンを設けている。フリーゾーンにはソファとカラオケ装置を設置している。

### 台車・機器
台車・走行機器は変更されておらず、従来のDT22C形台車（キロ29形の付随台車は同系列のTR51C形台車）、DMH17Hエンジンのままである。冷房装置も従来のAU13A形分散式冷房装置のままで、冷房電源もキハ29形の4VK発電用エンジン・DM83形発電機をそのまま使用している。

## 運用
1989年7月20日付で落成し、小郡運転区（現・下関総合車両所新山口支所）に配置され、同年7月25日に津和野 - 長門市間の臨時快速列車「ブルーライナー」で営業運転を開始した。
その後、団体・多客臨時列車に使用されていたが、1999年3月に廃車となった。